# Culex fraudatrix
Culex fraudatrix är en tvåvingeart som först beskrevs av Theobald 1905.  Culex fraudatrix ingår i släktet Culex och familjen stickmyggor. Inga underarter finns listade i Catalogue of Life.